# Darko Čović
Darko Čović (12. lipnja 1945.) je bački hrvatski boksač i filmski glumac iz Subotice. Filmsku je karijeru najvećim dijelom napravio u Italiji, gdje i živi. Poznatiji je u inozemstvu nego u rodnom gradu.
Bio je član boksačkog kluba Spartak 1960-ih godina. Pamti ga se po borbam s legendarnim Marijanom Benešem. 
Poslije se okrenuo filmskoj karijeri. Počelo je slučajno. Talijanskom je redatelju pomagao oko snimanja filma o boksu te je sam postao glumac dobivši glavnu ulogu. Glumio je u više od 120 filmova. Neki su bili niskoproračunski, a neki bogate produkcije, s uglednim imenima kao što su Bud Spencer, Franco Nero, Charles Bronson i dr. Charles Bronson mu je bio idol i na ondašnjim snimkama se vidi kako ga je oponašao. Pojavljuje se pod imenima Sasha D'Arc, Sacha D'Arc, Sasha D'Ark, Sacha Dark, Hadryan Darka, Hydrian Darko, Sasha C. Darko. Bio je kaskader. Budući da su redatelji njegovo lice smatrali dovoljno opasnim, dobivao je uloge negativaca, motorista, rokera i slične.
Danas živi u Rimu. Portal GradSubotica.co.rs snimio je 2012. dvadesetnominutni film o njemu u režiji Dejana Mrkića Darko Čović - subotički Charles Bronson.